# HBC・STV東旭川テレビ・ラジオ放送所
HBC・STV東旭川テレビ・ラジオ放送所（エイチビーシー・エスティーブイひがしあさひかわテレビ・ラジオほうそうじょ）は、北海道旭川市東旭川町にHBCラジオ、STVラジオがそれぞれ設置しているラジオ送信所である。旭川送信所とともに上川・留萌・宗谷・北空知地方の基幹送信所に位置づけられている。

## 概要
- 現在はラジオの単独送信所となっているが、かつては、地上アナログテレビジョン放送も送信していたため、テレビ・ラジオ一体型の送信所であった（両社とも送信所は円筒型・支線式アンテナを採用）。このようになった背景には、HBC・STVがテレビ送信所（アナログVHF）を旭山に建設することを拒否されたためと言われている。なぜ建設を拒否されたのか、理由は不明である。
  - 日本国内でテレビ・AMラジオ一体型の兼用送信所は当送信所が初のケースであり、その後の置局計画に大きな示唆を与えるものとなった。同様のケースでは北海道では名寄（STV）、帯広（HBC、設置場所は幕別町）、網走（HBC・STV）、釧路（NHK、HBC、STV）にも見られる。また、北海道外では石川県のアナログ時代のNHK金沢放送局、MRO（FM石川と共同使用）、アナログ時代のSBS浜松中継局、岡山県のRSK笠岡中継局（デジタルテレビも既存施設内にあるが、鉄塔は新設されている）、沖縄県のRBC（デジタルテレビ、MFラジオ）・琉球朝日放送（デジタルテレビ）の共同使用による嘉数放送所（保守管理はRBCが一括で行う）などがあるぐらいである。
- 同じVHF帯を使うNHK旭川放送局旭山送信所とは場所が大きく離れているため送信所の方向が異なる一部地域ではVHFアンテナ2本とそれに伴い混合器やアッテネータが必要な場合があった。
- VHFラジオ放送を行っている旭山にテレビ北海道を除く民間テレビ放送4社（テレビ北海道は1991年開局時の建物をそのまま使用）が共同で設置したデジタル送信所（NHKテレビ・FM送信所隣接）から送信しているが、2011年7月24日のアナログテレビ放送終了後もMFラジオの単独送信所として運用を継続している。
- 両社ともステレオ放送は実施しなかった。また、テレビでも両社ともにでアナログ放送時代は音声多重放送は実施されず、字幕放送とアナログデータ放送のみ実施されていた。

## HBC東旭川送信所
| チャンネル /周波数 （kHz） | 放送種別                          | コールサイン | 空中線 電力       | ERP                 | 放送対象地域 | 放送区域 内世帯数 |
| -------------------------- | --------------------------------- | ------------ | ----------------- | ------------------- | ------------ | ----------------- |
| 11                         | HBCテレビ 旭川放送局 （アナログ） | JOHE-TV      | 映像1kW/ 音声250W | 映像12kW/ 音声3kW   | 北海道       | 不明              |
| 864                        | HBCラジオ 旭川放送局              | JOHE         | 3kW               | 中波放送に つきなし | 北海道       | 不明              |

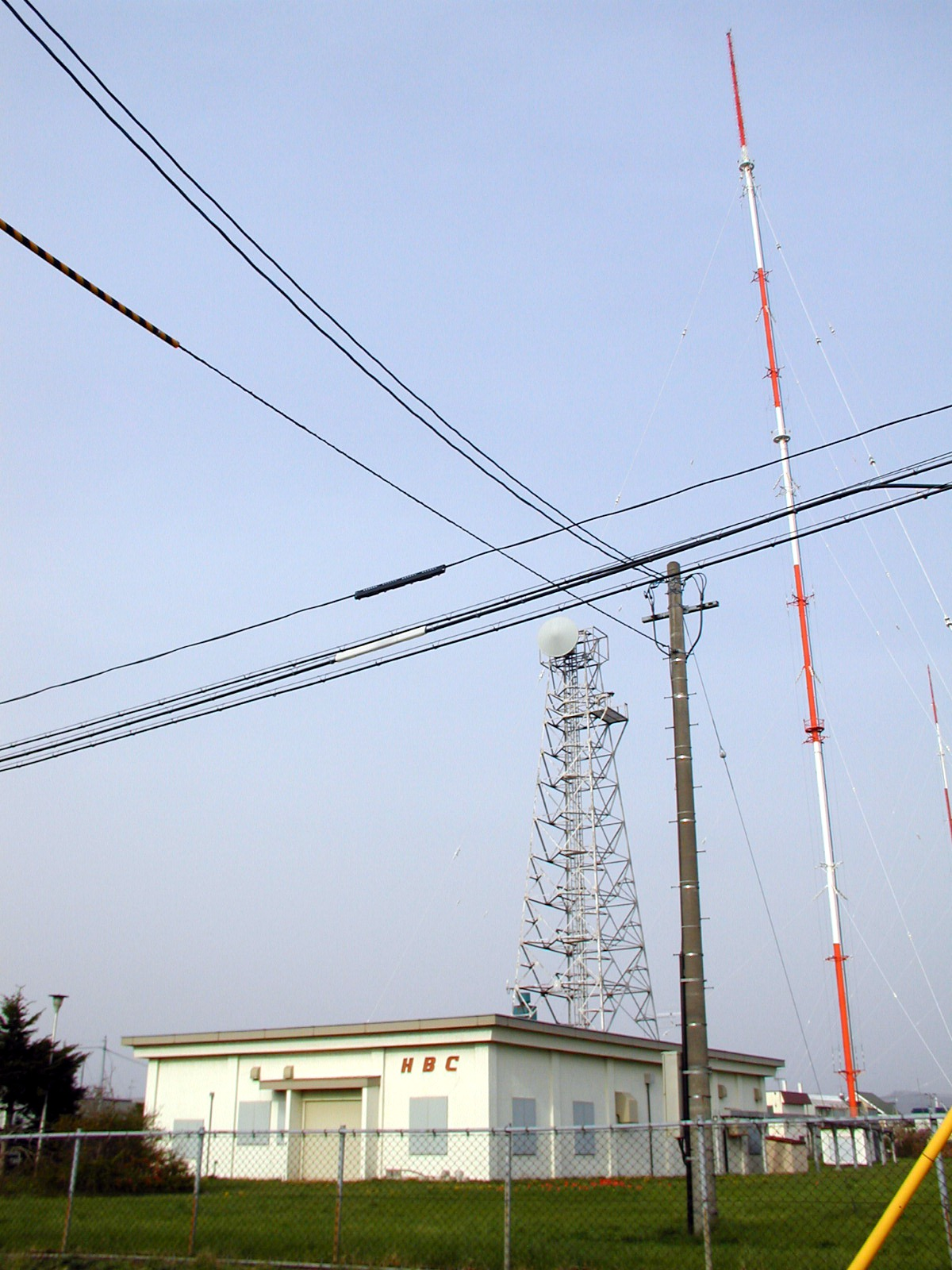
HBCラジオ旭川放送局送信所

- 所在地： 旭川市東旭川北二条五丁目1番3号
- 当初はラジオの単独送信所として1953年に開設（現在地とは別の場所）。1959年12月22日のテレビ送信所開設の際、現在地に移転した上でテレビ・ラジオ兼用の一体型送信所となったが、2011年7月24日のアナログテレビ放送終了後は再びラジオの単独送信所となった。
- HBC旭川放送局の演奏所はJR北海道旭川駅と一体化していた（放送機能はアナログテレビとラジオ放送のみ。デジタルテレビは札幌からの回線で、直接旭川送信所(旭山)と結んでいる）が、鉄道高架化に伴う駅舎新築に伴い、2010年10月に旭川市一条通八丁目542番4号の一条緑橋通ビル3階へ移転した。高架開業後、旧社屋は旧駅舎とともに解体（鉄塔部分は2010年11月に、社屋部分も同年12月にそれぞれ解体工事が完了）され、跡地には駅前広場と駐車場およびバス・タクシー乗り場が整備された。

## STVラジオ東旭川送信所
| チャンネル /周波数 （kHz） | 放送種別                           | コールサイン | 空中線 電力       | ERP                 | 放送対象地域 | 放送区域 内世帯数 |
| -------------------------- | ---------------------------------- | ------------ | ----------------- | ------------------- | ------------ | ----------------- |
| 7                          | 札幌テレビ 旭川放送局 （アナログ） | JOKY-TV      | 映像1kW /音声250W | 映像12kW /音声3kW   | 北海道       | 不明              |
| 1197                       | STVラジオ 旭川放送局               | JOWL         | 3kW               | 中波放送に つきなし | 北海道       | 不明              |

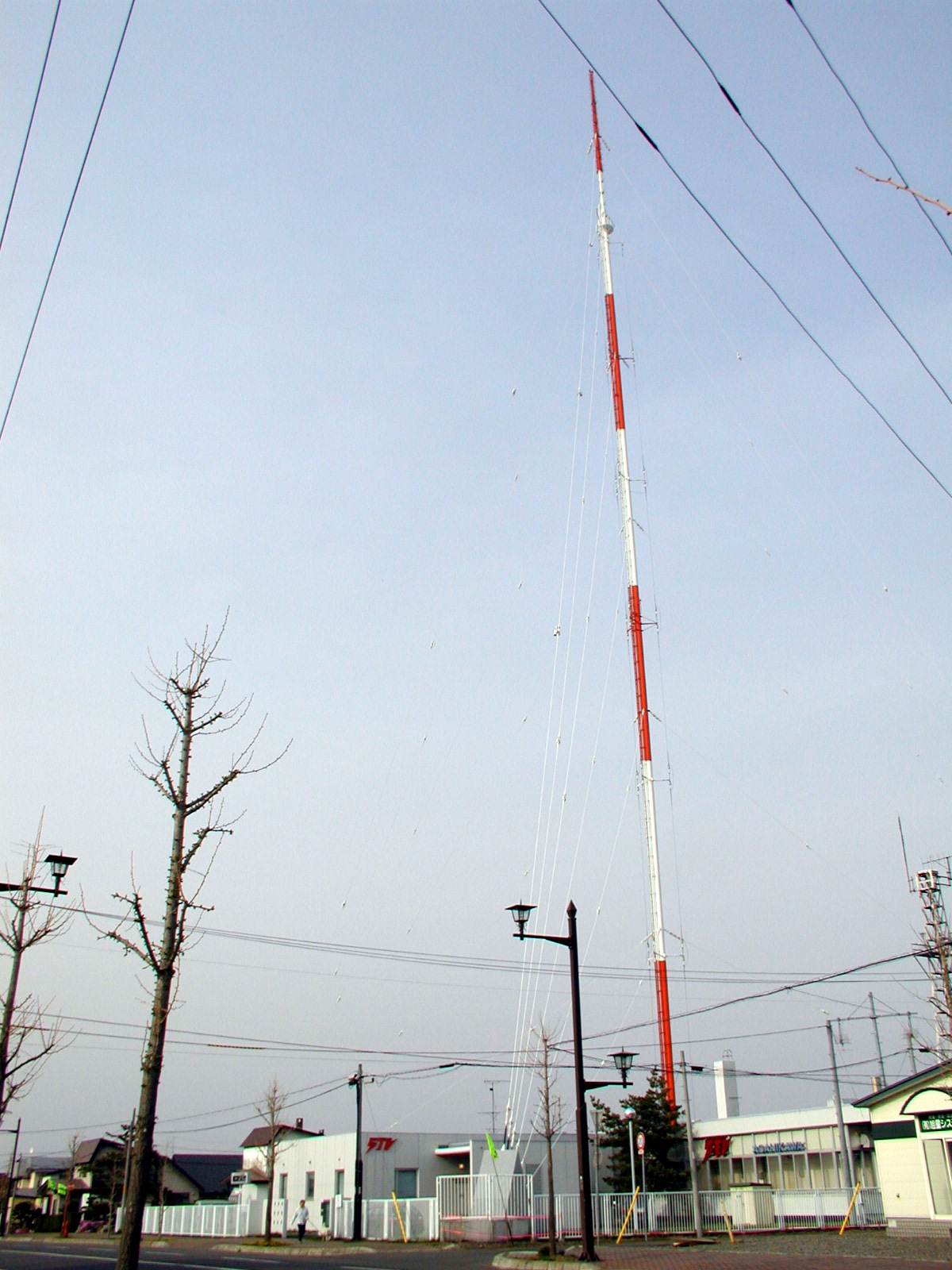
STVラジオ旭川放送局

- 所在地： 旭川市東旭川北二条六丁目1番2号（STVラジオ旭川放送局（演奏所）と同所）
  - 設置当初の所在地は旭川市東旭川町上兵村119番地にあったが、送信所設備更新の際に現在地に移転した。
- 当初はアナログテレビの単独送信所として1959年12月23日に開設。1964年2月26日のラジオ送信所開設の際にテレビ・ラジオ兼用の一体型送信所となったが、2011年7月24日のアナログテレビ放送終了後はSTVラジオ単独の送信所となった。ただし、放送局内建物は引き続き親会社である札幌テレビの所有となっており、送信所の維持・管理も親会社が行なっている。放送局としては、ラジオのみ送出可能であり、テレビは素材を札幌へ送る。
- ラジオの出力は開設当初は100Wで、その後1kWに、さらに1995年4月に現在の3kWに増力された。
- STV旭川放送局の所在地はかつて旭川市中心部の四条九丁目（拓銀ビル=現・旭川北洋ビル）にあったが、1996年1月に送信所が置かれている現在地に移転した。
- ラジオのコールサインはJOWLであるが、アナログテレビはJOKY-TVと異なっている（JOWL-TVはSTV帯広放送局がアナログテレビ放送で使用していた。）。

※HBCと札幌テレビの地上デジタルテレビジョン放送は北海道テレビ、北海道文化放送と共同で旭山にあるデジタル送信所（NHKテレビ・FM送信所に隣接）から送信されている。

## 放送エリア
- テレビ…旭川市（神居町の一部は旭川台場中継局と深川中継局のエリア）・上川郡（上川町を除く。鷹栖町の一部は旭川台場中継局もカバー）全域と和寒町・上富良野町の一部地域。
- ラジオ…旭川市・上川郡・和寒町・上富良野町全域、中富良野町・富良野市・剣淵町・士別市・名寄市・空知管内深川市・沼田町・秩父別町・妹背牛町・幌加内町・滝川市・歌志内市・赤平市・芦別市・オホーツク管内北見市留辺蘂地区の一部地域[1]。